# Psittacanthus calyculatus
Psittacanthus calyculatus är en tvåhjärtbladig växtart som först beskrevs av Dc., och fick sitt nu gällande namn av George Don jr. Psittacanthus calyculatus ingår i släktet Psittacanthus och familjen Loranthaceae. Inga underarter finns listade i Catalogue of Life.